# Syntomium aeneum
Syntomium aeneum är en skalbaggsart som först beskrevs av Müller 1821.  Syntomium aeneum ingår i släktet Syntomium, och familjen kortvingar. Arten är reproducerande i Sverige.

## Bildgalleri

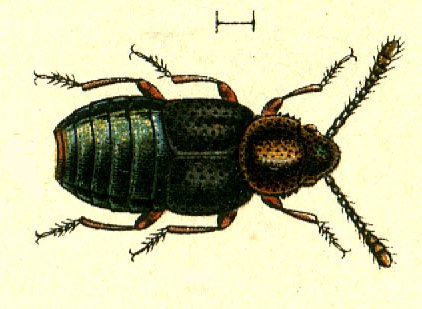